# Taksony d'Hongria
Taksony (? - abans de 972) fou el tercer gran príncep dels magiars.
Era fill de Zolta (Zaltas), el quart fill del fundador de la dinastia Árpád i tercer gran príncep. D'acord amb el cronista de la Gesta Hungarorum, la seva mare era filla de Menmarót, un capitost de la regió de Bihar.
L'any 947, Taksony va liderar els soldats del seu pare en una ràtzia a Itàlia, i obligà el rei Berenguer II a pagar-los una gran suma de diners. També hauria pogut participar en la batalla de Lechfeld, en què el rei Otó I d'Alemanya va infligir una derrota decisiva als magiars. Aquesta derrota va fer que els magiars aturessin les seves incursions a l'Europa occidental, per passar a llançar atacs contra l'Imperi Romà d'Orient.
Poc després de la Batalla de Lechfeld, vers el 955, Taksony va esdevenir gran príncep dels magiars. Durant el seu govern, un gran nombre d'immigrants petxenegs van assentar-se a Hongria. El mateix Taksony s'hauria casat amb una dona petxeneg o búlgara.
Taksony va casar el seu fill Géza amb la filla de Gyla de Transsilvània.

## Núpcies i descendents
Taksony es va casar vers l'any 945. Segons la Gesta Hungarorum, la seva esposa era dels territoris dels cumans (podria correspondre a una petxeneg o una búlgara). Tingueren dos fills:
- Géza: successor de Taksony com a gran príncep. Pare del primer rei hongarès, Esteve I.
- Miquel (Mihály): duc de Morava i Esztergom. Es casaria amb Adelaida de Polònia i seria pare de Vazul, contendent al tron i pare dels reis Andreu I i Béla I.